# 루치에 마르틴코바
루치에 마르틴코바(체코어: Lucie Martínková, 1986년 9월 19일 ~ )는 체코의 여자 축구 선수로, 현재 체코 여자 축구 1부 리그의 AC 스파르타 프라하에서 활동하고 있다.